# Justin Chua
Justin Shaun Rodriguez Chua (Manila, 13 luglio 1989) è un cestista filippino.